# Jure Močnik
Jure Močnik (Lubiana, 23 agosto 1985) è un ex cestista sloveno.

## Palmarès
- Campionato sloveno: 2

Helios Domžale: 2006-07, 2015-16
- Coppa di Slovenia: 1

Helios Domžale: 2007
- Alpe Adria Cup: 1

Helios Domžale: 2015-16